# Kanton Ensisheim
Kanton Ensisheim (fr. Canton d'Ensisheim) je francouzský kanton v departementu Haut-Rhin v regionu Grand Est. Tvoří ho 38 obcí. Před reformou kantonů 2014 ho tvořilo 17 obcí.

## Obce kantonu
od roku 2015:
| - Algolsheim - Appenwihr - Artzenheim - Balgau - Baltzenheim - Biesheim - Biltzheim - Blodelsheim - Dessenheim - Durrenentzen - Ensisheim - Fessenheim - Geiswasser - Heiteren - Hettenschlag - Hirtzfelden - Kunheim - Logelheim - Meyenheim | - Munchhouse - Munwiller - Nambsheim - Neuf-Brisach - Niederentzen - Niederhergheim - Oberentzen - Oberhergheim - Obersaasheim - Réguisheim - Roggenhouse - Rumersheim-le-Haut - Rustenhart - Urschenheim - Vogelgrun - Volgelsheim - Weckolsheim - Widensolen - Wolfgantzen |

před rokem 2015:
- Biltzheim
- Blodelsheim
- Ensisheim
- Fessenheim
- Hirtzfelden
- Meyenheim
- Munchhouse
- Munwiller
- Niederentzen
- Niederhergheim
- Oberentzen
- Oberhergheim
- Pulversheim
- Réguisheim
- Roggenhouse
- Rumersheim-le-Haut
- Rustenhart